# Zollamt Rotersand

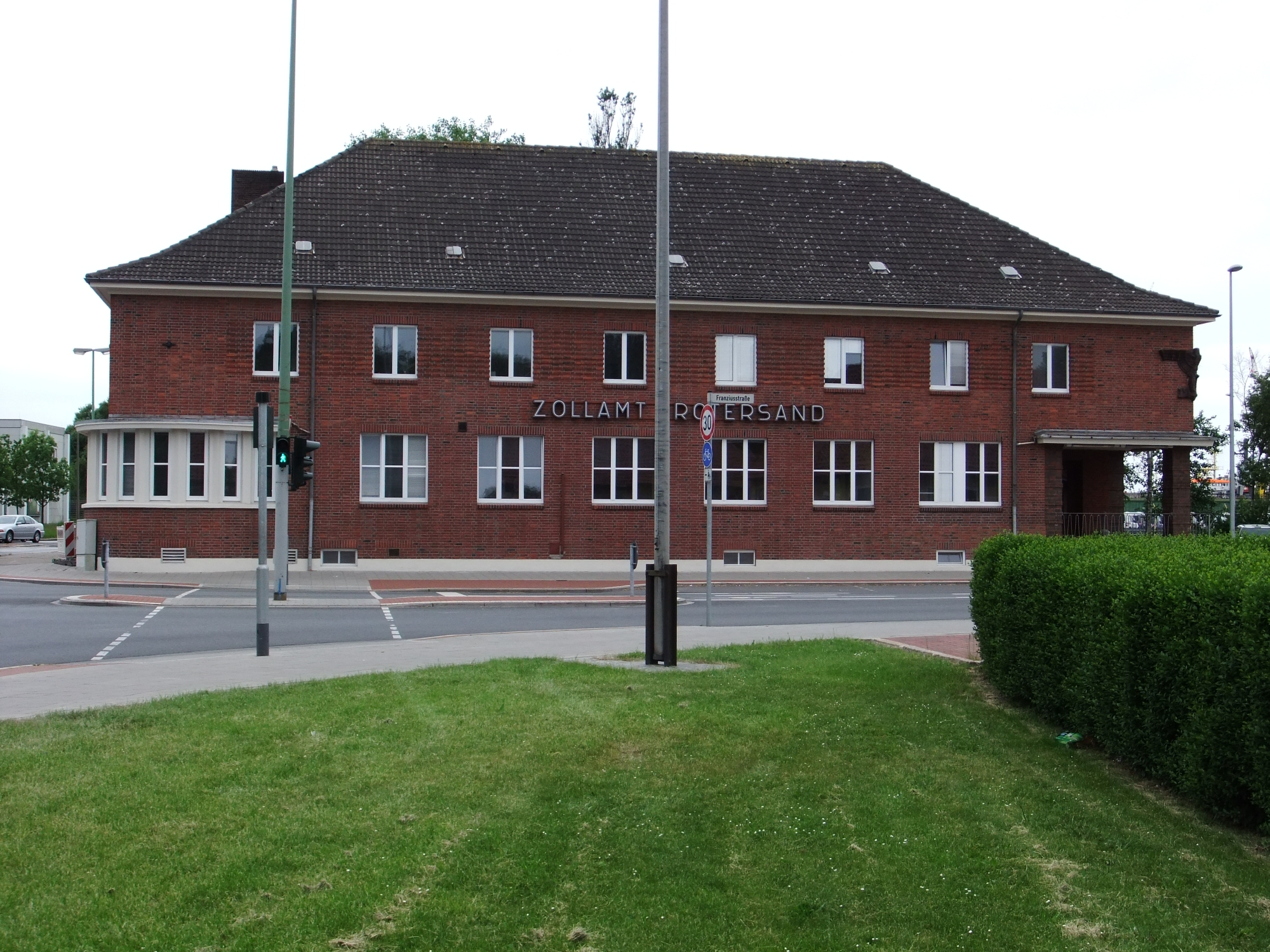
Zollamt aus Richtung Rickmersstraße

Das Zollamt Rotersand in Lehe (Bremerhaven) steht an der Franziusstraße 1, am Ende der Rickmersstraße und der Bürgermeister-Smidt-Straße (der früheren Kaiserstraße). Es war die Haupteinfahrt zum Kaiserhafen und zum Nordhafen. Der Güterverkehr wird heute über Speckenbüttel geleitet. Benannt ist das Amt nach dem Leuchtturm Roter Sand. Die städtische Straßenbahn fuhr am Amt eine eingleisige Kurve von der Rickmersstraße in die Bürger (siehe nebenstehenden Gleisplan).
> 
Das Bauwerk wurde 2009 unter Bremer Denkmalschutz gestellt.

## Gebäude

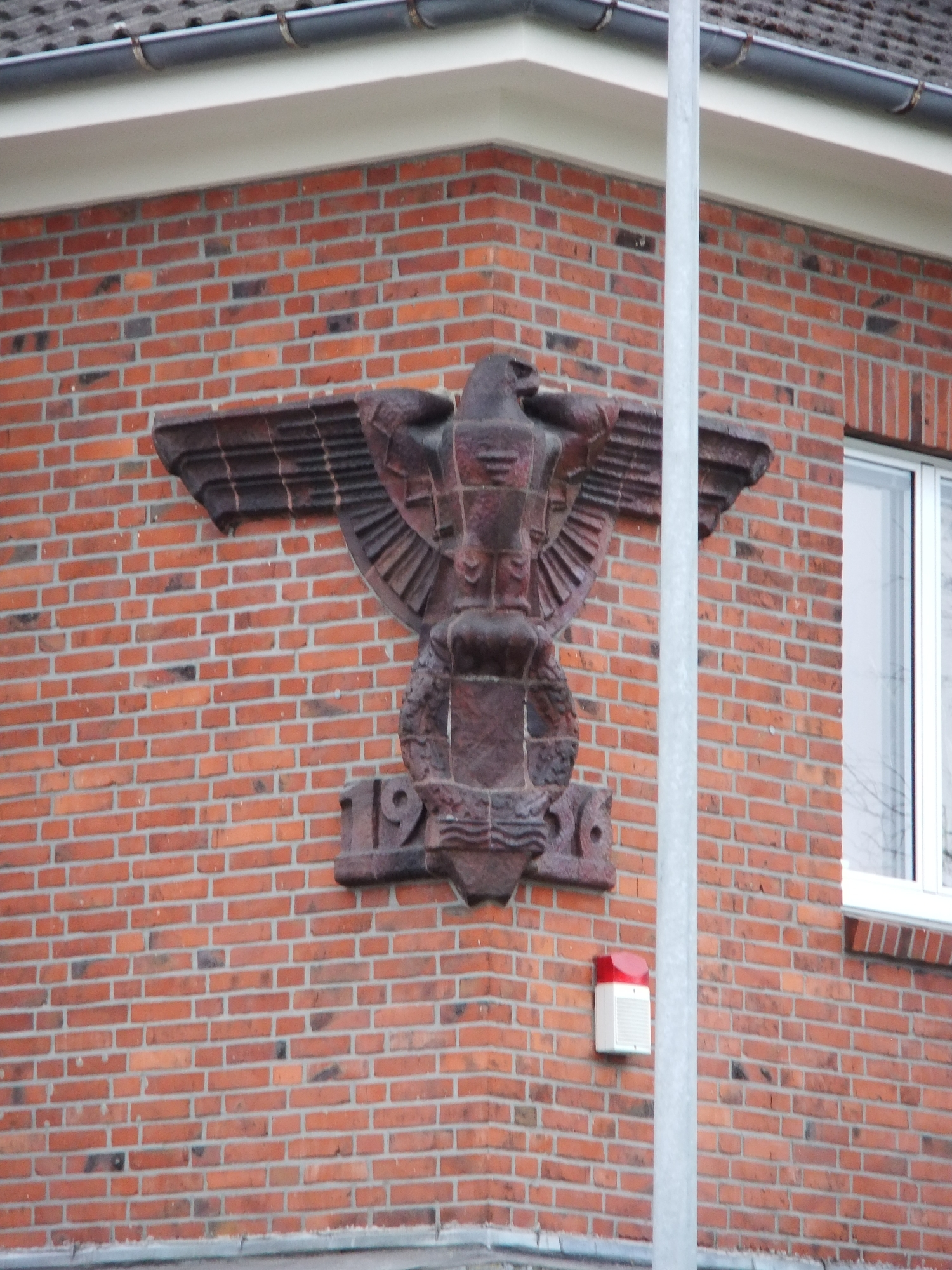
Reichsadler (1936)

Von 1935 bis 1936 wurde das Zollamt Rotersand gebaut. Der Grund waren die Olympischen Spiele in Berlin, zu denen viele ausländische Gäste per Schiff erwartet wurden. „Das Tor zur Welt“, wie Bremerhaven auch genannt wurde, war schon zuvor für Millionen Menschen vor der Auswanderung nach Amerika die letzte Station in Deutschland.
Das zweigeschossige, repräsentative, rotsteinsichtige Gebäude am Eingang zum Zollbezirk der damaligen Kaiserhäfen, hatte eine große Schalterhalle im Inneren. Ein Wandgemälde zeigte die Stadtsilhouette von Bremen. Auch die modernen Einbauten aus jüngerer Zeit bewahren den ursprünglichen Gesamteindruck.
Die Architektur ist typisch für die Bauten in Hafenstädten der 1920er und 1930er Jahre. Das Zollamt Rotersand als Funktionsbau zeigt eine Reihe von modernen Gestaltungsmerkmalen der Zwischenkriegszeit. Modern und zeitgemäß ist die halbrunde Ausbildung eines Erkers an der Ecke zur Rickmersstraße oder die Zusammenfassung der Obergeschossfenster zur Franziusstraße durch eine horizontale Gliederung der Ausmauerung des Verblendmauerwerks. Das Gebäude ist mit einem damals üblichen, konservativen Walmdach versehen worden. Am Eingang von der Hafenseite zur Schalterhalle befindet sich an der Ecke die Keramik eines rechts blickenden Reichsadlers mit der Jahreszahl 1936. 2010 wurde der äußere Bereich der Zollabfertigung wegen häufiger Staus umgebaut.

## Zollanschluss
Bremerhaven war wie Bremen nach der Gründung 1827 als unabhängiger Staat vom Zoll verschont. Die Unterweser war Zollausland. Auch nach dem 1833 gegründeten Deutschen Zollverein  des  Deutschen Bundes bildeten die Städte Hamburg und Bremen sowie Bremerhaven und Geestemünde ein Zollausschlussgebiet. Erst 1888 wurden diese Bereiche durch ein Reichsgesetz an das Zollinland des Reiches angeschlossen. Der vier Meter hohe Bretterzaun zwischen Bremerhaven und Lehe verschwand. Die Bremerhavener Häfen blieben weiterhin als Freihafengebiet Zollausland mit einer überwachten Zollgrenze und Zollämtern.